# Brachymasicera nigripes
Brachymasicera nigripes är en tvåvingeart som beskrevs av Townsend 1928. Brachymasicera nigripes ingår i släktet Brachymasicera och familjen parasitflugor.
Artens utbredningsområde är Peru. Inga underarter finns listade.